# 6873 Тасака
6873 Тасака (6873 Tasaka) — астероїд головного поясу, відкритий 21 квітня 1993 року.
Тіссеранів параметр щодо Юпітера — 3,672.
Названо на честь Тасаки (яп. たさか(田阪) тасака).